# شگفت‌انگیزان ۲
شگفت‌انگیزان ۲ (انگلیسی: The Incredibles 2) یک پویانمایی رایانه‌ای در ژانر ابرقهرمانی به نویسندگی و کارگردانی برَد بِرد است که در سال ۲۰۱۸ منتشر شد. شگفت‌انگیزان ۲ توسط کمپانی پیکسار تولید شده و والت دیزنی پیکچرز وظیفه اکران آن را برعهده داشته‌است. این انیمیشن دنباله‌ای بر شگفت انگیزان و در مجموع دومین قسمت از مجموعه انیمیشنی شگفت‌انگیزان می‌باشد. داستان این قسمت دقیقاً بعد از قسمت اول دنبال می‌شود. فعالیت ابرقهرمانان به خاطر خسارت‌هایی که آن‌ها به شهر وارد کرده‌اند، به حالت تعلیق درآمده و این باعث می‌شود تا خانواده پار با چالش‌هایی مواجه شوند. کریگ تی. نلسن، هالی هانتر و ساموئل ال جکسون همگی نقش‌های خود در فیلم قبلی را در اینجا هم تکرار کرده‌اند؛ باب ادنکیرک، کاترین کینر و جاناتان بنکس از جمله صداپیشگان جدید این قسمت هستند.
این فیلم با فروش بیش از ۱٬۲ میلیارد دلار در جهان به چهارمین فیلم پر فروش سال ۲۰۱۸ تبدیل شد. هیئت ملی بازبینی فیلم (NBR) شگفت انگیزان ۲ را به عنوان بهترین انیمیشن سال ۲۰۱۸ معرفی کرد. همچنین در بخش بهترین انیمیشن، نامزد جوایز اسکار و گلدن گلوب شد.

## صداپیشگان
- کریگ تی. نلسن در نقش باب پار «آقای شگفت انگیز»
- هالی هانتر در نقش هلن پار «اِلاستی گِرل»
- ساموئل ال. جکسون در نقش لوسیوس «فروزون»
- برد برد در نقش ادنا مد
- سارا واول در نقش وایولت پار
- هاک میلنر در نقش دش پار
- ایلای فیوسایل در نقش جک-جک پار

و...

## انتشار
این فیلم در ابتدا قرار بود در ۲۱ ژوئن ۲۰۱۹ منتشر شود؛ ولی با تصمیم پیکسار در ۲۶ اکتبر ۲۰۱۶ تاریخ انتشار فیلم به ۱۵ ژوئن ۲۰۱۸ تغییر پیدا کرد و قرار شد به جای آن، داستان اسباب‌بازی ۴ در سال ۲۰۱۹ منتشر شود. برد برد کارگردان این فیلم اعلام کرد جابه‌جایی اکران با داستان اسباب‌بازی ۴ باعث شده بسیاری از ایده‌ها و طرح‌هایی را که برای فیلم داشته از نسخه نهایی حذف کند؛ زیرا او تقریباً ۱ سال را برای تولید فیلم از دست می داد. او همچنین گفته شاید این طرح‌ها را در غالب قسمت دیگری یا فیلم دیگری پیاده کند. برخی از صداپیشگان از جمله ساموئل ال. جکسون به ایفای دوباره نقششان ابراز علاقه کرده اند. جان واکر تهیه کننده فیلم ساخت قسمت سوم را هرگز رد نکرده است.

## افتخارات
- نود و یکمین دوره جوایز اسکار

| قسمت                | نامزد                                    | نتیجه    |
| ------------------- | ---------------------------------------- | -------- |
| بهترین فیلم انیمیشن | برد برد، جان واکر و نیکول پارادیس گریندل | نامزدشده |

- هفتاد و ششمین مراسم گلدن گلوب

| قسمت                  | نامزد                                    | نتیجه    |
| --------------------- | ---------------------------------------- | -------- |
| بهترین فیلم پویانمایی | برد برد، جان واکر و نیکول پارادیس گریندل | نامزدشده |